# Terra Indígena Kayapó
A Terra Indígena Kayapó é uma terra indígena localizada no estado brasileiro do Pará. Regularizada e tradicionalmente ocupada, tem uma área de 3 284 005 hectares e uma população de 4536 pessoas, do povo Kayapó.